# Take Me Somewhere Nice
Pour plus de détails, voir Fiche technique et Distribution.
Take Me Somewhere Nice est un film bosnien réalisé par Ena Sendijarević, sorti en 2019.

## Synopsis
Une jeune fille néerlandaise se rend de le pays de ses origines, la Bosnie-Herzégovine, pour rendre visite à son père malade.

## Fiche technique
- Titre : Take Me Somewhere Nice
- Réalisation et scénario : Ena Sendijarević
- Musique : Ella van der Woude
- Photographie : Emo Weemhoff
- Montage : Lot Rossmark
- Production : Amra Baksic Camo, Layla Meijman, Marieke Mols, Iris Otten et Sander van Meurs
- Société de production : Pupkin Film
- Société de distribution : Sonata Films (France)
- Pays :  Bosnie-Herzégovine et  Pays-Bas
- Genre : drame
- Durée : 91 minutes
- Dates de sortie :
  - Pays-Bas : 26 janvier 2019 (Festival international du film de Rotterdam) ; 23 mai 2019 (sortie nationale)
  - France : 16 mai 2019 (Festival de Cannes) ; 14 juillet 2021 (sortie nationale)

## Distribution
- Sara Luna Zoric : Alma
- Lazar Dragojevic : Denis
- Ernad Prnjavorac : Emir
- Sanja Buric : la mère d'Alma
- Jasna Đuričić : Jovana

## Sortie

### Accueil critique
En France, le site Allociné recense une moyenne des critiques presse de 2,6/5.

## Distinctions
Le film a remporté le Cœur de Sarajevo du meilleur film lors du festival du film de Sarajevo en 2019.